# Ebbsfleet United FC
Ebbsfleet United FC är en engelsk fotbollsklubb i Northfleet, grundad 1946. Hemmamatcherna spelas på Stonebridge Road. Smeknamnet är The Fleet eller The Reds.

## Historia
Klubben bildades 1946 genom en sammanslagning av Gravesend United och Northfleet United och hette från början Gravesend & Northfleet FC. Den nya klubben behöll Northfleet Uniteds röda och vita hemmadräkt och hemmaarena Stonebridge Road.
Klubben spelade från början och under många följande år i Southern Football League, som man vann 1957/58. När Alliance Premier League startade 1979/80 var Gravesend & Northfleet en av de ursprungliga klubbarna, men tre säsonger senare var man tillbaka i Southern Football League.
Inför 1997/98 års säsong bytte klubben liga till Isthmian League och dess Premier Division, som man vann 2001/02. Då gick man upp till Football Conference.
2007 bytte klubben namn till Ebbsfleet United FC och under den första säsongen med det nya namnet vann klubben FA Trophy. Klubben bytte även ägare den säsongen genom ett övertagande av MyFootballClub i februari 2008. Detta var första gången i historien som en Internet-community drev en professionell idrottsklubb.
Under de följande säsongerna pendlade klubben mellan Conference National/National League och Conference South/National League South.
Klubben bytte ägare igen i maj 2013 när den köptes av KEH Sports Ltd, en grupp investerare från Kuwait.

## Meriter

### Liga
- National League eller motsvarande (nivå 5): Femma 1979/80 (högsta ligaplacering)
- Southern Football League: Mästare 1957/58
- Isthmian League Premier Division: Mästare 2001/02
- Southern Football League Southern Division: Mästare 1993/94
- Southern Football League Division One South: Mästare 1974/75

### Cup
- FA-cupen: Fjärde omgången 1962/63 (bästa resultat)
- FA Trophy: Mästare 2007/08
- Southern Football League Cup: Mästare 1977/78
- Kent Senior Cup: Mästare 1948/49, 1952/53, 1980/81, 1999/00, 2000/01, 2001/02, 2007/08, 2013/14
- Kent Floodlight Cup: Mästare 1969/70